# Emile Mbouh
Emile Belmont Mbouh Mbouh (30 maggio 1966) è un ex calciatore camerunese, di ruolo centrocampista.